# کالیتا
کالیتا (انگلیسی: Calsita؛ زادهٔ ۳۱ اوت ۱۹۵۵) بازیکن فوتبال اهل اسپانیا است.
از باشگاه‌هایی که در آن بازی کرده‌است می‌توان به باشگاه فوتبال رئال مورسیا اشاره کرد.